# Ein Mann auf Abwegen
Ein Mann auf Abwegen ist eine Filmkomödie und ein Abenteuerfilm des Regisseurs Herbert Selpin aus dem Jahr 1940. Die Literaturverfilmung basiert auf dem Roman Percy auf Abwegen von dem unter dem Pseudonym Hans Thomas veröffentlichenden Autor Hans Zehrer. In der Hauptrolle verkörpert Hans Albers den schwedischen Großindustriellen John Percival „Percy“ Patterson, der nach einer geschäftlichen Besprechung plötzlich spurlos verschwunden ist.

## Handlung
Der schwedische Großindustrielle Percival, genannt Percy, Patterson ist nach einer geschäftlichen Besprechung mit seinem Partner Sully plötzlich verschwunden, ohne die geringste Spur zu hinterlassen. Sein Umfeld geht von einem Verbrechen aus. Der Journalist Nilsen vermutet jedoch einen anderen Hintergrund: Er glaubt, dass Patterson untergetaucht ist, um einer Strafverfolgung durch die Behörden zu entgehen. Pattersons Tochter Ingrid versucht jedoch, die Unschuld ihres Vaters zu beweisen, und begibt sich quer durch Europa, um ihn zu finden. Während all der Wirren um seinen Verbleib sitzt Patterson gemütlich in einer Kleinstadt auf den Balkanhalbinseln, weil ihm die Schikanen seines Hauptaktionärs zu viel wurden. Auch wollte er einfach nur einmal seiner vergnügungssüchtigen Tochter aus dem Wege gehen.
Er ist inkognito angereist, gibt sich dort als Emile aus und macht nichts weiter, als sein Leben zu genießen. Doch er hat nicht mit dem Spürsinn seiner Tochter und des Journalisten gerechnet, die ihn dort, trotz seiner Maskerade, ausfindig machen. Als Patterson bemerkt, dass er entdeckt wurde, nimmt er in einem Kurort eine Anstellung als Kellner an, wo er die Sängerin Lisaweta kennenlernt, die ihn als Chauffeur engagiert. Gemeinsam fährt er mit ihr nach Genf. Dort angekommen, hält man ihn wegen seiner schmucken Chauffeursuniform für einen wichtigen Volksvertreter.
Die Handlung des Films nimmt ein glückliches Ende, als Patterson genug Geld zusammen hat, um die Aktien seines Hauptaktionärs zurückzukaufen und sein Unternehmen nun wieder so leiten zu können, wie er es für richtig erachtet. Des Weiteren hat er in der Sängerin Lisaweta die Frau fürs Leben gefunden.

## Erscheinungstermine und abweichende Filmtitel
Der Film wurde am 4. März 1940 im Berliner Capitol uraufgeführt. In Ungarn wurde er erstmals am 2. August 1940 gezeigt (dort unter dem Titel Az alvilág vendége), in Frankreich am 31. Oktober 1940 (dort unter dem Titel La fugue de Mr Patterson), in Finnland am 10. Mai 1942 (dort unter dem Titel Herrasmies harhateillä), in Dänemark am 18. Mai 1942 (dort unter dem Titel Manden, der forsvandt) und in Portugal am 10. Februar 1944 (dort unter dem Titel Percival Desapareceu?). In Spanien kam er unter dem Titel Percy descarriado in die Kinos.

## Produktionsnotizen
Josef Illig und Josef Koch assistierten Franz Koch bei der Kameraführung. Kurt Wunsch war Standfotograf. Fritz Maurischat entwarf die Filmbauten, die Paul Markwitz ausführte. Die Liedtexte entstammen der Feder von Charles Amberg. Franz Vogel leitete die Produktion, Maria Pommer-Pehl entwarf die Kostüme. Der Drehbeginn fiel auf den 10. September 1939 und zog sich bis zum November desselben Jahres hin.
Die Drehorte waren der Starnberger See (zum damaligen Zeitpunkt Würmsee genannt) und Garatshausen. Für Szenen am und im Wasser dienten Albers’ Bootshaus und Park seiner Villa in Garatshausen.
Hans Albers sang das Lied Mach dir keine Sorgen. Der Film kostete etwa 1.142.000 RM und spielte bis Februar 1942 2.034.000 RM ein. Damit galt Ein Mann auf Abwegen als moderater Kassenerfolg.
Im Film gibt es eine humoristische Szene, in der Albers seine Blöße verbirgt, indem er in einer Regentonne „à la Diogenes“ auf dem Gelände seiner Villa herumspaziert. Eine weitere Szene zeigt die Hauptdarstellerin Hilde Weissner nackt am Bootshaus im Starnberger See schwimmend, zu der sich Albers gesellt. Im Gegensatz zur gleichfalls barbusigen Hildegard Knef im Film Die Sünderin aus dem Jahr 1951 folgte kein Skandal, denn trotz allen Klamauks lastete schnell ein Schatten auf der Filmkomödie: Zehn Tage vor Drehbeginn war der Zweite Weltkrieg ausgebrochen.

## Kritiken
„Ein reichlich unglaubwürdiges Abenteuer- und Verwechslungs-Lustspiel.“